# Abel Gesewitsch Aganbegjan

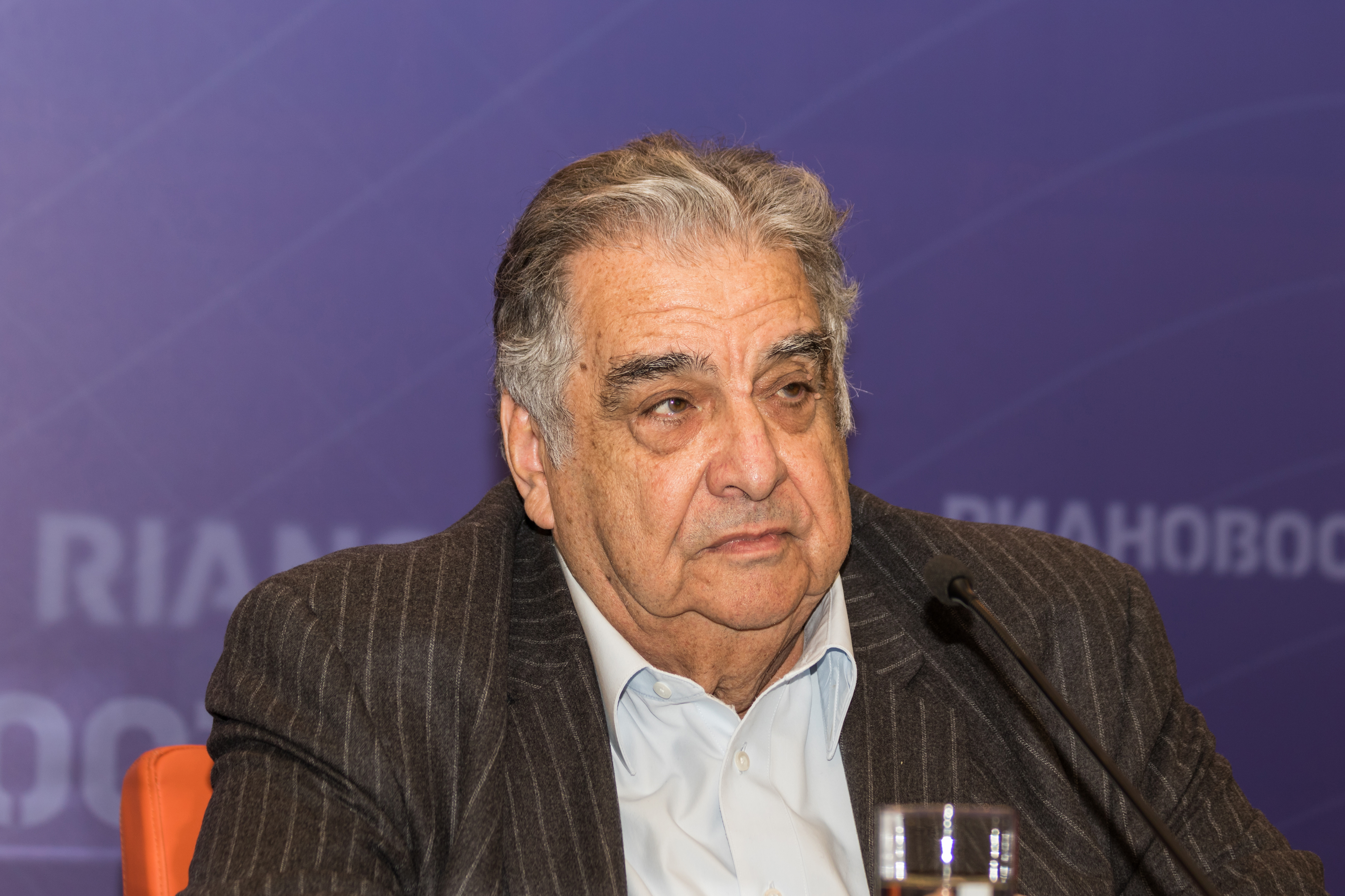
2015

Abel Gesewitsch Aganbegjan (russisch Абе́л Гезе́вич Аганбегя́н; * 8. Oktober 1932 in Tiflis, Georgien) ist ein russischer Wirtschaftswissenschaftler.

## Biografie
Der von armenischen und ungarischen Vorfahren abstammende Aganbegjan begann nach dem Schulbesuch ein Studium der Wirtschaftswissenschaften am Staatlichen Institut für Wirtschaft in Moskau. Nach dem Abschluss des Studiums wurde er später zum Professor an die Staatliche Universität Nowosibirsk berufen. Von dort wechselte er von 1967 bis 1985 als Direktor an das Institut für Industrielle Produktion in Nowosibirsk, wo er zusammen Ende der 1980er Jahre mit seinen Kollegen Modelle für das Management der nationalen Wirtschaft der Sowjetunion entwarf.
Als Vorsitzender mehrerer nationaler Ausschüsse und Räte wurde er schließlich auch persönlicher Berater in Wirtschaftsfragen von Michail Gorbatschow, den er zuvor durch dessen wirtschafts- und sozialpolitische Beraterin Tatjana Saslawskaja kennengelernt hatte. In dieser Funktion war er einer von Gorbatschows engsten Mitarbeitern bei dessen Reformprogrammen und hatte somit bereits frühen Einfluss auf die eingeleitete Perestroika. Im Rahmen eines sowjetisch-US-amerikanischen Austauschprogramms des Esalen-Instituts kam er 1988 als einer der einflussreichsten sowjetischen Wirtschaftswissenschaftler in die USA, um auf die Notwendigkeiten für die Umstrukturierung der sowjetischen Wirtschaft aufmerksam zu machen. Ende 1989 verlor er jedoch zunehmend an Einfluss.
Daneben gehört er neben Saslawskaja auch dem Redaktionsbeirat der soziologischen Zeitschrift Der Bote der gesellschaftlichen Meinung an.

## Auszeichnungen
Abel Aganbegjan erhielt folgende Auszeichnungen:
- Leninorden (1967)
- Orden des Roten Banners der Arbeit (1975, 1982)
- Ehrenmitglied der Armenischen Nationalen Akademie der Wissenschaften[2]
- Korrespondierendes Mitglied der British Academy (1988)[3]
- Auswärtiges Mitglied der Bulgarischen Akademie der Wissenschaften
- Ehrendoktor in Universität Łódź, Universität Alicante, California State University und Seoul National University
- Doctor of Business Administration Kingston University
- Kondratjew-Preis der Russischen Akademie der Wissenschaften (2019)